# Biała (powiat zgierski)
Biała – wieś w Polsce położona w województwie łódzkim, w powiecie zgierskim, w gminie Zgierz.
Siedziba sołectwa, które swym zasięgiem obejmuje miejscowości: Biała, Cyprianów, Jeżewo, Kolonia Głowa i Leonów.

## Historia
Tereny dzisiejszej wsi były zasiedlone przez ludzi od 4 tysięcy lat. Znaleziono tu cmentarzysko z epoki brązu oraz z okresu halsztackiego i lateńskiego. Wzmianki historyczne pisane, datowane są na 1511 i 1512 r. Wieś Biała musiała być znaczna, bo już w XV w. powstała parafia erygowana przez arcybiskupa gnieźnieńskiego. W XVIII w. wioska była własnością Wilkanowskich.
Atrakcją turystyczną wsi jest drewniany kościół z 1778 roku pw. świętych Piotra i Pawła. Powstał z fundacji ówczesnego właściciela wsi, sędziego łowickiego Wilkanowskiego. Kościół powiększano i odnawiano w 1938 r. i w latach 1945–1946. Jest to budowla drewniana, konstrukcji zrębowej, kryta gontem i oszalowana. Posiada dwuspadowy dach, nad zakrystią pulpitowy. Ciemne tło fasady rozjaśnia duży krzyż koloru kości słoniowej.
Na terenie miejscowości znajduje się także mogiła trzech nieznanych powstańców z 1863 r. i tablica pamiątkowa odsłonięta w dniu 11 listopada 1928 r.
11 września żołnierze Wehrmachtu wraz z żandarmerią polową zebrali wszystkich mężczyzn ze wsi w budynku Stanisława Pabiańczyka, po czym obrzucili dom granatami. Rannych dobijali z broni krótkiej lub kolbami karabinów. Śmierć poniosło 16 mieszkańców wsi. Wieś została także częściowo spalona.
Na wiejskim cmentarzu natomiast znajduje się wydzielona kwatera żołnierzy poległych 7–8 września w Kęblinach podczas kampanii wrześniowej, oraz mieszkańców wsi pomordowanych przez Niemców w czasach okupacji. Spoczywają tam żołnierze 28 pułku Strzelców Kaniowskich a także 10 Dywizji Piechoty i Kresowej Brygady Kawalerii.
Do 1954 roku istniała gmina Biała. W latach 1954–1972 wieś należała i była siedzibą władz gromady Biała. W latach 1975–1998 miejscowość administracyjnie należała do ówczesnego województwa łódzkiego.
W lesie o współrzędnych 51°55′15,0″N 19°27′21,8″E/51,920822 19,456052 znajduje się stary ewangelicki cmentarz. Dużo z niego nie zostało, ale widać wał graniczny, dwa zachowane filary bramy i kilka pozostałych grobów zlokalizowanych pod wielkim drzewem. Najstarsze z nich pochodzą z końca XIX wieku.

## Zabytki

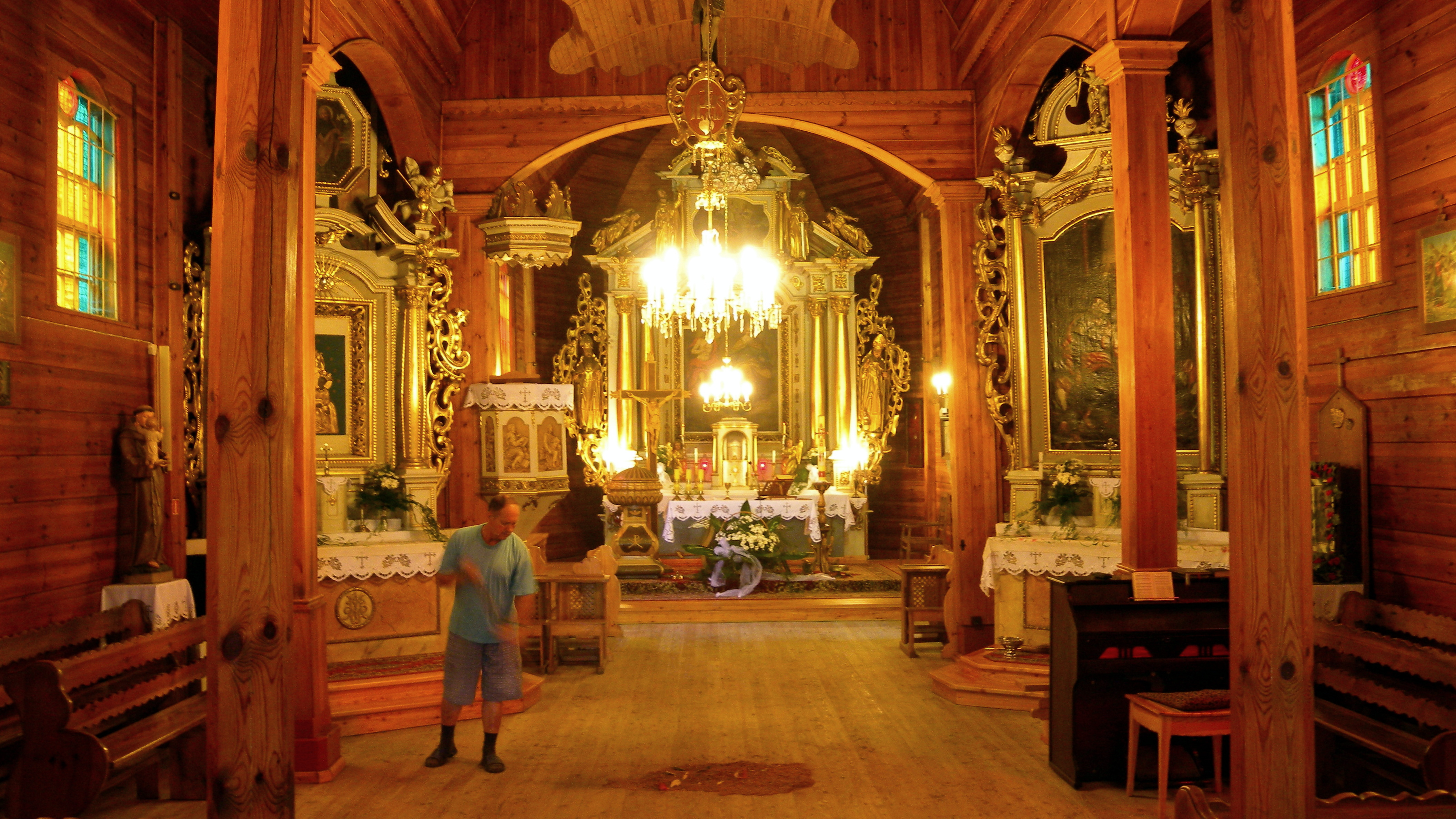
Wnętrze kościoła

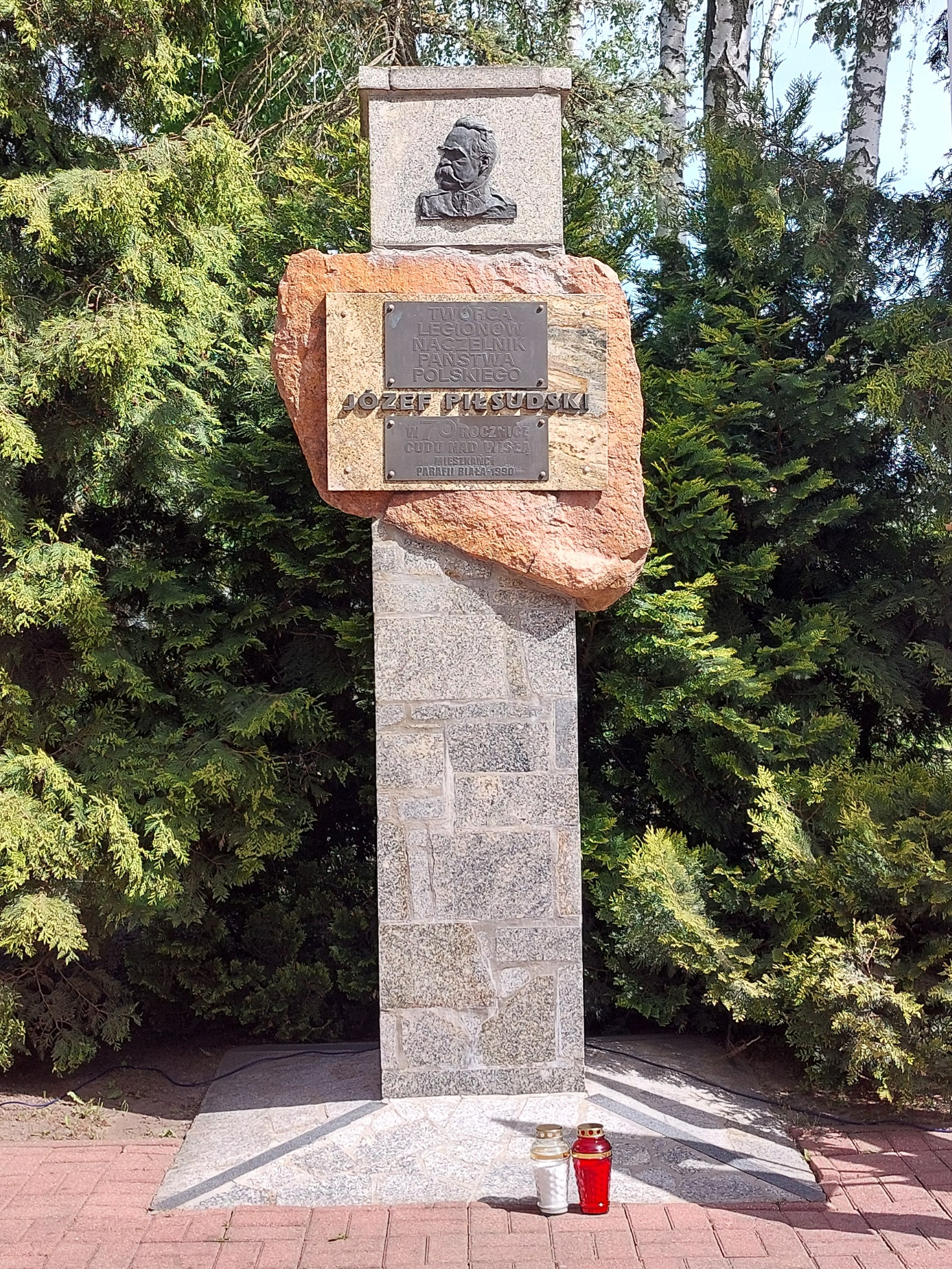
Pomnik marszałka Józefa Piłsudskiego

Według rejestru zabytków Narodowego Instytutu Dziedzictwa na listę zabytków wpisane są obiekty:
- kościół parafialny pw. świętych Piotra i Pawła, drewniany, XVIII-XIX w., nr rej.: 3-I-3 z 10.09.1947 oraz A/3 z 25.08.1967
- dzwonnica, drewniana, XVIII-XIX w., nr rej.: 13-I-13 z 20.09.1947 oraz A/13 z 25.08.1967

## Komunikacja
Przez wieś przebiega droga wojewódzka nr 702 Kutno – Zgierz.